# Supercoupe de France féminine de volley-ball 2015
Navigation
Ajaccio 2016
La Supercoupe de France féminine de volley-ball 2015 est la 1re édition de la Supercoupe de France et se dispute le 22 décembre 2015 au stade Pierre-de-Coubertin, à Paris.
La rencontre oppose le Racing Club de Cannes, vainqueur du championnat de France 2014-2015, à l'Entente sportive Le Cannet-Rocheville, vainqueur de la Coupe de France 2014-2015.

## Format
La compétition se dispute sur un match simple de 3 sets gagnants (set de 25 points, 2 points d’écart, tie-break en 15 points).

## Diffuseur
La rencontre est diffusée sur L’Équipe 21.

## Effectifs
| RC Cannes             | RC Cannes                 | ES Le Cannet                        | ES Le Cannet                        |
| --------------------- | ------------------------- | ----------------------------------- | ----------------------------------- |
| 1                     | Myriam Kloster            | 1                                   | Jineiry Martínez (en)               |
| 2                     | Margaux Bouzinac          | 2                                   | Olga Savenchuk                      |
| 4                     | Marika Bianchini          | 4                                   | Anne-Sophie Bauer                   |
| 5                     | Viktoriya Delros (uk) (L) | 6                                   | Alessandra Guerra                   |
| 6                     | Déborah Ortschitt (L)     | 7                                   | Niverka Marte                       |
| 7                     | Sanja Bursać              | 9                                   | Élisabeth Fedele                    |
| 9                     | Letizia Camera            | 11                                  | Mira Todorova                       |
| 11                    | Alexandra Lazic           | 12                                  | Émeline Roy (L)                     |
| 14                    | Rachel Sánchez            | 13                                  | Anastassia Kornienko                |
| 15                    | Sara Hutinski             | 16                                  | Debby Stam                          |
| 16                    | Nadiia Kodola             | 18                                  | Marina Zambelli                     |
| 17                    | Gergana Dimitrova (en)    | 20                                  | Sayaka Tsutsui (L)                  |
| Entraîneur : Yan Fang | Entraîneur : Yan Fang     | Entraîneur : Riccardo Marchesi (it) | Entraîneur : Riccardo Marchesi (it) |

## Finale
Vainqueur du RC Cannes lors de la dernière finale de coupe de France à Coubertin, l'ES Le Cannet récidive en remportant au tie-break la première édition de la supercoupe. La meilleure marqueuse du match est Nadiia Kodola (Cannes) avec 28 points inscrits. La réceptionneuse-attaquante du Cannet Olga Savenchuk est désignée meilleure joueuse,.